# Gorney Gigant
De Gorney Gigant (Sunkar International Ski Jumping Complex) is een skischansencomplex in Almaty in Kazachstan. Het complex is in 2010 gebouwd. In 2011 was de schans de thuisbasis voor het schansspringen op de Aziatische Winterspelen 2011.
Sinds 2011 organiseert de FIS er jaarlijks een wedstrijd in de Grand Prix schansspringen.  Tijdens het seizoen 2015/2016 werd er op de grote schans ook een wereldbekerwedstrijd schansspringen georganiseerd.